# Craugastor guerreroensis
Espèce
Synonymes
- Eleutherodactylus guerreroensis Lynch, 1967

Statut de conservation UICN

 CR A2ace : 
En danger critique
Craugastor guerreroensis est une espèce d'amphibiens de la famille des Craugastoridae.

## Répartition
Cette espèce est endémique de l'État du Guerrero au Mexique. Elle se rencontre à 980 m d'altitude à Agua del Obispo dans la municipalité de Chilpancingo.

## Description
Craugastor guerreroensis mesure de 32,3 à 39,6 mm

## Étymologie
Son nom d'espèce, composé de guerrero et du suffixe latin -ensis, « qui vit dans, qui habite », lui a été donné en référence au lieu de sa découverte.

## Publication originale
- Lynch, 1967 : Two new Eleutherodactylus from Western Mexico (Amphibia: Leptodactylidae). Proceedings of the Biological Society of Washington, vol. 80, p. 211-218 (texte intégral).